# Corydoras condiscipulus
Corydoras condiscipulus är en fiskart som beskrevs av Han Nijssen och Isbrücker, 1980. Corydoras condiscipulus ingår i släktet Corydoras och familjen Callichthyidae. Inga underarter finns listade i Catalogue of Life.